# برويز هودبوي
پرویز امِیرعلی ہودبھائی (بالأردية: پرویز امِیرعلی ہودبھائی؛ النُطق الأردية: [pərʋeːz əmiːɾəliː ɦuːd̪bʱaːiː]؛ وُلِد في١١ يوليو ١٩٥٠) هو فيزيائي نووي باكستاني وناشط يعمل كأستاذ في كلية فورمان المسيحية وسبق له تدريس الفيزياء في جامعة القائد الأعظم، هو أيضًا ناشط بارز يهتم بتعزيز حرية التعبير والعلمانية والعقلانية والتعليم في باكستان.
وُلد وترعى هُودبھائی في كراتشي، ثم درس في معهد ماساتشوستس للتكنولوجيا لمدة تسع سنوات ونال درجات علمية في الهندسة الكهربائية والرياضيات والفيزياء الصلبة، ثم نال درجة الدكتوراه في الفيزياء النووية، في عام ١٩٨١ قام هودبھائی بأبحاث ما بعد الدكتوراه في جامعة واشنطن وبعدها كان أستاذ زائر في جامعة كارنيجي ميلون في عام ١٩٨٥، في الوقت الذي كان لا يزال أستاذاً في جامعة القائد أعظم، عمل هودبھائی كعالم ضيف في المركز الدولي للفيزياء النظرية من عام ١٩٨٦ إلى ١٩٩٤ وظل مع جامعة قائد أعظم حتى عام ٢٠١٠، شغل خلال هذه الفترة منصب أستاذ زائر في معهد ماساتشوستس للتكنولوجيا وجامعة ماريلاند ومكتشف الجسيمات في
ستانفورد.
انضم هودبھائی إلى جامعة لمز في ٢٠١١ وفي الوقت نفسه عمل باحثًا في جامعة برينستون وكاتبًا في صحيفة إكسبريس تربيون، تم إنهاء عقده مع جامعة لمز في عام٢٠١٣ مما أثار جدلاً. هودبهائي راعي لنشرة علماء الذرة وعضو في لجنة مراقبة الإرهاب التابعة للاتحاد العالمي للعلماء، حصل على العديد من الجوائز بما في ذلك جائزة عبد السلام للرياضيات (١٩٨٤) وجائزة كالينجا لتعميم العلوم (٢٠٠٣)  وجائزة منتدى جوزيف أ. بورتون (٢٠١٠) من الجمعية الفيزيائية الأمريكية، تم تضمينه في عام ٢٠١١ في قائمة أكثر١٠٠ فكرة عالمية تأثيرًا من قبل مجلة فورن بوليسي، في عام ٢٠١٣ تم تعيينه عضوًا في لجنة استشارية أمين عام للأمم المتحدة لنزع السلاح.
هو مؤلف كتاب "الإسلام والعلم: العقيدة الدينية والصراع من أجل العقلانية"، كما أنه رئيس "مشعل بوكس" في لاهور الذي يدعي أنه يقوم بـ "جهد ترجمة كبير لإنتاج كتب بالأردية تعزز الفكر الحديث وحقوق الإنسان وتحرير المرأة"، كتب هودبھائی لـ Project Syndicate وصحيفة داون وصحيفة نيويورك تايمز والإكسبريس تربيون، يُعتبر هودبھائی عمومًا أحد أعضاء الطبقة المثقفة الباكستانية الأكثر صوتًا وتقدمًا وتحررًا، كما أن ابنته عالیة امیرعلی ناشطة سياسية ونسوية معروفة.

## بداية حياته وشخصيته
وُلد هودبھائی ونشأ في كراتشي لعائلة تنتمي إلى المذهب الشيعي الإسماعيلي. لديه أخ أكبر وأربع شقيقات، من بينهن الصحفية الشهيرة نفيـسة هودبھائي. تزوج مرتين، الأولى من هاجرة أحمد وهي ابنة الناشط إقبال أحمد ولديه منها ابنتان، من بينهن عالية أميرعلي. تطلقا في أوائل العقد 2010، ثم تزوج سعدية منظور وهي أيضًا أستاذة في الفيزياء مثله، ولم ينجبا بعد.

## تعليمه
درس هودبھائی في مدرسة كراتشي النحوية في كراتشي للحصول على تعليمه الأولي، بعد التخرج في سن الـ١٩ ذهب إلى الولايات المتحدة للالتحاق بمعهد ماساتشوستس للتكنولوجيا (MIT) بمنحة دراسية. أثناء دراسته في معهد ماساتشوستس للتكنولوجيا عمل في مطعم باكستاني محلي مقره ماساتشوستس لدعم دراسته وأبدى اهتمامًا كبيرًا بالإلكترونيات والرياضيات. تخرج هودبھائی بشهادة البكالوريوس المزدوجة في الهندسة الكهربائية والرياضيات في عام ١٩٧١، تلتها درجة الماجستير في الفيزياء مع تخصص في الفيزياء الصلبة في عام ١٩٧٣. بعد التخرج انضم هودبھائی إلى جامعة قائد أعظم (QAU) كباحث وجدد منحته الدراسية لاستئناف دراسته في الولايات المتحدة.
واصل هودبھائی بحثه في دراسات الدكتوراه في الفيزياء في معهد ماساتشوستس للتكنولوجيا وحصل على درجة الدكتوراه في الفيزياء النووية في عام ١٩٧٨، تعاون في الولايات المتحدة مع العلماء الذين شاركوا في مشروع مانهاتن في الأربعينات من القرن الماضي التي كان لها تأثيرًا في فلسفته فيما بعد، بقي هودبھائی زميلاً باحثاً ما بعد الدكتوراه في جامعة واشنطن لفترة قصيرة، انضم في عام ١٩٧٣ إلى معهد الفيزياء في جامعة الهندسة والتكنولوجيا في لاهور.

## مهنته
في المجال الأكاديمي،
ركز هودبھائی مسيرته البحثية بشكل واسع على نظرية الحقول الكمومية وظواهر الجسيمات والتضاد التفاضلي في مجال فيزياء الجسيمات، بعد حصوله على درجة الدكتوراه من معهد ماساتشوستس للتكنولوجيا التقى هودبھائی برياض الدّین وعبد السلام الفيزيائيين الباكستانيين البارزين الذين كانوا يزورون معهد ماساتشوستس للتكنولوجيا لإلقاء محاضرات في فيزياء الجسيمات، فيما بعد انضم إلى مجموعة من الفيزيائيين الباكستانيين في المركز الدولي للفيزياء النظرية في ترييستي في إيطاليا. تعاون هودبهائي في المركز الدولي للفيزياء النظرية مع الفيزيائيين النظريين الباكستانيين البارزين الذين عملوا تحت إشراف عبد السلام في السبعينات.
بعد فترة عمله في المركز الدولي للفيزياء النظرية عاد هودبھائی إلى باكستان للانضمام إلى جامعة قائد أعظم (QAU) حيث بدأ في تدريس الفيزياء وإلقاء المحاضرات، أصبح رئيسًا لمعهد الفيزياء النظرية (الآن قسم الفيزياء). بعد قضاء أكثر من ٣٠ عامًا في جامعة قائد أعظم انتقل هودبھائی إلى لاهور حيث انضم إلى جامعة علوم الإدارة في لاهور كأستاذ زائر مع الاستمرار في كونه عالمًا زائرًا في مركز ستانفورد لتسريع الجسيمات، أثار الجدل بشأن عقده في LUMS جدلاً أكاديميًا عندما تم الإبلاغ في وسائل الإعلام أن بريده الإلكتروني إلى نائب مستشار LUMS تم نشره للعموم. أخيرًا انتقل هودبھائی إلى جامعة فورمان كريستيان كوليج بشكل دائم وانضم إلى الهيئة التدريسية العليا لتدريس مقررات في الفيزياء.
قبل عودته إلى باكستان في عام ١٩٧٦ كان هودبھائى على علم ببرنامج الدولة السري للردع النووي، حافظ هودبھائى على علاقات قوية مع المجتمع النووي النابض بالحياة في باكستان وتعاون مع العديد من أبرز الفيزيائيين النظريين في البلاد طوال حياته المهنية وبشكل رئيسي مع اشفاق احمد، قاوم هودبھائى بقوة ادعاءات الدكتور عبد القدير خان بأنه "أب" للبرنامج النووي الباكستاني وانتقد بشدة أبحاثه الأكاديمية في فيزياء النووية، شارك في الثمانينيات في مناظرات مشهورة مع بشیر الدین محمود حول مواضيع البقع الشمسية والحياة بعد الموت والفلسفة.
لعب هودبھائی مع إشفاق أحمد وریاض الدین دوراً رئيسياً ومؤثراً في إنشاء المركز الوطني للفيزياء (NCP) في عام ١٩٩٠ وأصبحوا من أوائل الأكاديميين والعلماء الذين انضموا إلى المركز منذ بدايته.
هودبھائی انتقد بشدة تطوير الأسلحة النووية خاصة في جنوب آسيا وبشكل رئيسي في الهند وباكستان. في عام ٢٠١١ اتهم هودبھائی الهند بالمسؤولية عن برنامج باكستان المتماثل للأسلحة النووية كجزء من الردع المصدق لباكستان. وفقًا لهودبھائی أجرت الهند تجاربها النووية التي أجبرت باكستان على الانضمام إلى الساحة النووية في عام ١٩٧٤ ومرة أخرى في عام ١٩٩٨ بعد أن أدلت الحكومة الهندية بتصريحات تهديدية بالحرب لباكستان؛ عاد هودبهائي إلى باكستان وردع هذا الوضع في نفس الشهر،  على الرغم من اعتقاده بأن الردع النووي الباكستاني قد حمى البلاد من أي عدوان خارجي ومنعها من العديد من المواقف التي تهدد الحرب مع الهند إلا أنه أعرب عن قلقه بشأن أمن الأسلحة النووية واحتمالية تولي المتشددين السيطرة عليها.
نشاطه
هودبھائی هو راعٍ بارز لنشرة علماء الذرة وهو يمثل وفد باكستان.
بالإضافة إلى مجاله المتخصص في البحث فإنه يكتب بشكل واسع ويتحدث عن مواضيع تتنوع بين العلم في الإسلام والتعليم وقضايا نزع السلاح في جميع أنحاء العالم، ألّف كتاب "الإسلام والعلم: التقاليد الدينية والصراع من أجل العقلانية" الذي تم تُرجم إلى خمس لغات، يستعرض في هذا الكتاب تاريخ باكستان وتداعيات الأنظمة الدينية والعسكرية في باكستان وإحياء المناهج في نظام التعليم في باكستان.
تُنشر مقالاته ومؤلفاته بشكل متكرر في المجالات التقنية وغير التقنية في وسائل الإعلام المحلية والدولية، يكتب هودبھائی على نطاق واسع حول دور وتحديث الجيش الباكستاني وخاصةً الإنفاق على الميزانية الدفاعية من قبل الحكومة الباكستانية للجيش، انتقد هودبھائی ما يراه اندماجًا للعلم مع الدين خاصةً في باكستان؛ بينما أشار إلى إيران حيث أبقى الزعماء الدينيون هناك العلم والدين منفصلين. في عام٢٠٠٣ كان من بين الموقعين على البيان الإنساني. انتقد هودبھائی تقسيم الهند ووصفه بأنه "مأساة لا يمكن وصفها" التي "فصلت بين شعوب كانت في وقت ما تعيش معًا في سلام”.
هودبھائی انتقد لجنة التعليم العالي في باكستان (HEC) لمتابعتها "حملة لتحقيق الأرقام بدلاً من الجودة". يعتقد أن الجامعات في باكستان قد "تحولت إلى مصانع تنتج أوراقًا عشوائية وأطروحات دكتوراه"  بسبب "السياسات التي تكافأ المؤلفين للأبحاث ومشرفي رسائل الدكتوراه بالمال والترقيات"، كان منتقدًا شديد اللهجة لأداء الهيئة العليا للتعليم منذ عام ٢٠٠٣ عندما كان يترأسه الدكتور عطاء الرحمن وقد أدى هذا الموضوع إلى مناقشات ساخنة في وسائل الإعلام الباكستانية.
دخل هودبهائي في عام ٢٠٠٩ في صراع مع عالم الكيمياء العضوية عطاء الرحمن، بشأن الهيئة العليا للتعليم (HEC)، في الولايات المتحدة نشرت مجلة Nature مقالة حول نجاحات وفشل الهيئة العليا للتعليم وكتب هودبھائی رسالة احتجاج للشكوى من بين أمور أخرى، عدم ذكر المقالة لما أسماه هودبھائی "المليارات المهدرة على المشاريع الضخمة التي لا فائدة منها". في النقاش حول الهيئة العليا للتعليم دافع أكاديميون وعلماء باكستانيون آخرون مثل عادل نجم وعبد القدير خان وعطاء الرحمن عن الهيئة العليا للتعليم مع عدم الاتفاق على معظم انتقادات هودبھائی.
هودبھائی وضع الكفاءة الإدارية لـ الهيئة العليا للتعليم تحت الشك واصفًا إنجازاتها بأنها "مخيبة للآمال". هودبھائی دعم حججه ضد إنتاجية الهيئة العليا للتعليم وأشار في حالة مؤتمر FranUESTP-ce في كراتشي، من أصل ٤٥٠ إلى ٦٠٠ من المتوقع وجودهم من أعضاء هيئة التدريس لم يصل أي من أعضاء هيئة التدريس الفرنسية أو العاملين الإداريين فعليًا. وجه في نقاش تلفزيوني شكوكه إلى الإحصاءات المستخدمة لدعم الثناء الإيجابي على أنشطة الهيئة العليا للتعليم في سلسلة من التواصل بين هودبھائی ورئيس الهيئة العليا للتعليم عطاء الرحمن، أدعى الدكتور عطاء الرحمن في هذا الصدد أن الباحثين الباكستانيين في مجال الرياضيات يتلقون ٢٠ ٪ مزيدًا من الاستشهادات مقارنة بالمتوسط العالمي. شكك هودبھائی في ذلك على عدة أسس بما في ذلك عدد الاستشهادات الذاتية التي تلقتها هذه النشرات وقال إن هذا هو جانب حاسم تغفل عنه الهيئة العليا للتعليم في تفسيرها، وجه هودبھائی انتقادات لممارسة توظيف الأكاديميين الأجانب في الجامعات المحلية الذين يقال إنهم يعانون من صعوبة في التواصل والتدريس على الرغم من أنهم يسهمون في زيادة عدد الأبحاث المنشورة التي تأتي من الجامعات الباكستانية.
البحث
قدم هودبھائی مساهمات هامة في الفيزيا وخاصة في الفيزياء الجسيمية، تتوفر العديد من محاضرات هودبھائی المسجلة عن الفيزياء عبر الإنترنت. قام هودبھائی بأبحاث في مجالات مختلفة من فيزياء الجسيمات في المركز الوطني للفيزياء وقاد دراسات في الفيزياء الحديثة وتوسيعها إلى الفيزياء الرياضية والنووية، نشر في عام ٢٠٠٦ وصفًا رياضيًا موجزًا للتوزيعات العامة للباترونات. في عام ٢٠٠٧ أعاد هودبھائی نشر عمل ينس لينغ بيترسون حول فرضية مالداسينا (التوافق المفترض بين نظرية الأوتار والجاذبية المعرفة على مساحة واحدة ونظرية حقلية كمية بدون جاذبية معرفة بأبعاد واحدة أو أقل)؛ حيث قدم مساهمات رياضية في النظرية، أعاد نشر عمل إدوارد ويتن حول الفضاء المضاد لدي سيتر وتوسيعه إلى مجال الهولوغرافيا في العام ذاته، في حين تم نشر المقالة تجريبيًا في عام ١٩٩٨ من قبل ويتن، قدم هودبھائی الأدلة الرياضية و الوصف الموجز لفهم موضوع الفضاء دي سيتر بشكل منطقي، الانحناء العلمي في نظرية النسبية العامة.
في ١٤ أبريل ٢٠٠١ تم الإعلان أن الدكتور هودبھائی سيتلقى وسام ستارة امتياز من الرئيس السابق الجنرال (متقاعد) پرویز مشرف ولكنه رفض قبوله وقال إن ذلك لن يمنحه أي رضا، ثم أضاف أن الجائزة لا تعني أنك قد قمت بعمل جيد في مجالك.
الفيلموغرافيا
قد قام بإنتاج سلسلة وثائقية مكونة من ١٣ حلقة باللغة الأردية لتلفزيون باكستان (قناة بي تي وي PTV)حول القضايا الحاسمة في التعليم وأنتج مسلسلين يهدفان إلى تعميم العلوم وإثراء الوعي بها، أنتج فيلمًا وثائقيًا في عام ٢٠٠٤ بعنوان "عبور الخطوط: كشمير وباكستان والهند" بالتعاون مع الدكتور ضياء ميان، تركز هذه الوثائقيات بشكل كبير على قضايا التعليم والصحة العامة والثورة العلمية في باكستان .انتقد بشدة في وثائقياته برنامج الأسلحة النووية في باكستان والهند، كما أشار إلى خطورة طالبان في باكستان وتأثيراتها الفورية على جنوب آسيا، تشير وثائقياته أيضًا إلى أن القوات الأمريكية وحلف شمال الأطلسي في أفغانستان لم تساعد في تحسين حياة الشعب الأفغاني ولم يحدث إصلاح في القطاع الاجتماعي والعام في أفغانستان، بدلاً من ذلك تصاعدت الثورة والفساد مما أدى أيضًا إلى استقرار الجبهة الغربية لباكستان.
- عبور الخطوط: كشمير، باكستان، الهند (٢٠٠٤)
- دق جرس لكوكب الأرض (٢٠٠٣)
- باكستان والهند تحت ظل السلاح النووي (٢٠٠١)

## منشوارته
كتب الدكتور هودبھائی:
١. "باكستان: الأصول والهوية والمستقبل" - راوتليدج الهند ٢٠٢٣ . رقم الـ ISBN 978-1-032-45895-3.
٢. "التعليم والدولة: خمسون عامًا من باكستان" - دار النشر جامعة أكسفورد، ١٩٩٨. رقم الـ ISBN 978-0-19-577825-0.
٣. "الإسلام والعلم: الأصول الدينية والصراع من أجل العقلانية" - زيد بوكس، لندن، ١٩٩٢. رقم الـ ISBN 978-1-85649-025-2. (مترجمة إلى العربية والإندونيسية والماليزية والتركية واليابانية والأردية).
٤. "مؤتمر مدرسة الفيزياء الأساسية وعلم الكون" (بالتعاون مع أ. علي) - وورلد ساينتيفيك، سنغافورة، ١٩٩١.
٥. "إعادة كتابة تاريخ باكستان" (مع أ. ح. نیار) - في "الإسلام والسياسة والدولة: تجربة باكستان"، تحرير محمد أصغر خان، زيدبوكس، لندن، ١٩٨٦. رقم الـ ISBN 978-0-86232-471-1.
مقالاته العلمية
بيرفيز (٣٠ مارس ٢٠٠٦). "تأثيرات الفوتونين المزدوجة في إنتاج أزواج الليبتون-الأنتيليبتون من هدف نووي باستخدام الفوتونات الحقيقية". المراجعة الفيزيائية.
هودبوي، بيرفيز؛ جي، شيانغدونغ؛ يوان، فنغ (٦ يناير ٢٠٠٤). "استكشاف توزيعات أمبير توزيعات الكوارك عبر التوزيعات الجزئية المعممة في التحويل الزخم الكبير". رسائل المراجعة الفيزيائية.
هودبوي، بيرفيز (١١ مارس ٢٠٠٢). "دليل صريح على أن إنتاج الميزونات ذات الاستقطاب المتعامد إلكترونيًا يختفي في الديناميكا الباعثة في النظرية الكمية الحجمية". المراجعة الفيزيائية. الجمعية الفيزيائية الأمريكية (APS).
هودبوي، بيرفيز؛ جي، شيانغدونغ (١٢ نوفمبر ١٩٩٩). "هل يساهم دوران الغلون بشكل مساهمة في نيترون الدوران في طريقة متجانسة؟". المراجعة الفيزيائية. الجمعية الفيزيائية الأمريكية (APS). 60 (11): 114042.
هودبوي، بيرفيز (٢١ يونيو ١٩٩٩). "تأثيرات نشر النيوكليون-الكواركونيوم المرنة ومساهمة الغلون في دوران النيوكليون". رسائل المراجعة الفيزيائية. 82 (25): 4985-4987.
هودبوي، بيرفيز؛ جي، شيانغدونغ؛ لو، وي (٢٦ فبراير ١٩٩٩). "آثار التناظر اللوني لتركيب نيوكليون الدوران". المراجعة الفيزيائية. الجمعية الفيزيائية الأمريكية (APS).
هودبوي، بيرفيز؛ جي، شيانغدونغ؛ لو، وي (٢٥ نوفمبر ١٩٩٨). "توزيع العزم الزاوي المداري للكوارك في النيوكليون". المراجعة الفيزيائية. الجمعية الفيزيائية الأمريكية (APS).
هودبوي، بيرفيز؛ جي، شيانغدونغ (٢٩ يوليو ١٩٩٨). "توزيعات العزم الزاوي المعكوس للأجزاء المشعة للنيوكليون". المراجعة الفيزيائية. الجمعية الفيزيائية الأمريكية (APS).
هودبوي، بيرفيز (١ يوليو ١٩٩٧). "تصحيحات دالة الموجة وتوزيعات الجلون غير المتوازنة في إنتاج J/ψ الانكساري بالتيار الكهربائي". مراجعة فيزيائية. الجمعية الفيزيائية الأمريكية (APS).
يوسف، محمد علي؛ هودبوي، برفيز (١ سبتمبر ١٩٩٦). "تصحيحات النسبوية وطاقة الارتباط لإنتاج الفوتونات المباشرة في تحلل ϒ". المراجعة الفيزيائية د. الجمعية الفيزيائية الأمريكية.
خان، حفصة؛ هودبوي، برفيز (١٩٩٦). "خارج نموذج العنصر اللوني الأحادي لإنتاج الفوتونات الغير مرنة". رسائل الفيزياء ب. الناشر: إلسفير.
جي، شيانغدونغ؛ تانغ، جيان؛ هودبوي، برفيز (٢٩ يناير ١٩٩٦). "بنية الدوران للنيوترون في الحد الأقصى". رسائل المراجعة الفيزيائية.
علي، رافيا؛ هودبوي، برفيز (١ مارس ١٩٩٥). "نهج جديد للتحللات وتوزيعات الغلوتون ووظائف التجزئة في الكواركونيا الثقيلة". المراجعة الفيزيائية د. الجمعية الفيزيائية الأمريكية (APS).
نزار، محمد؛ هودبوي، برفيز (1 يناير ١٩٩٥). "وظائف تجزئة الكوارك في نموذج الديكوارك لإنتاج البروتون والهايبرون Λ". المراجعة الفيزيائية.
خان، حفصة؛ هودبوي، برفيز (١ مارس ١٩٩٦). "نهج نظامي وغير قابل للتوجه لتحللات الكواركونيوم الثقيلة". المراجعة الفيزيائية د. الجمعية الفيزيائية الأمريكية (APS).
هودبوي، برفيز؛ جي، شيانغدونغ (١ أكتوبر ١٩٩٤). "توزيعات الالتواء الرابع في نيوترون مستقطب بشكل عرضي وعملية دريل-يان". المراجعة الفيزيائية د. الجمعية الفيزيائية الأمريكية (APS).
الكشف عن تأثير تبادل الفوتونين في التفاعلات الصعبة من الأهداف النووية، في الفيزياء الرياضية: مؤتمر الإقليمي الثاني عشر، إسلام آباد، باكستان ٢٧ مارس - ١ أبريل ٢٠٠٦، العالمية العلمية، سنغافورة، ٢٠٠٧.
عبد السلام: الماضي والحاضر - الأخبار (٢٩ يناير ١٩٩٦)
توزيعات الجزء العامة، برفيز هودبوي، جامعة القايد الاعظم ، إسلام آباد

## ظهوراته في البرامج التلفزيونية:
١. "راستے علم کے" (مسارات نحو المعرفة) على PTV، ١٩٨٨.
٢. "أسرار الجہان" (أسرار الكون) على PTV، ١٩٩٥.
٣. "بزم کائنات" (تجمع كل الخلق) على PTV، ٢٠٠٣.
٤. "الف" على قناة جیو. نقاش مع جاوید غامدی، ٢٠٠٦.
٥. "ایک دن جیو کے ساتھ" على قناة جیو، فبراير٢٠١٠.
٦. "كیبتل ٹاک" على قناة جیو، 29 أغسطس ٢٠١٢.
٧. "سلام - أول حائز على جائزة نوبل "على نيتفليكس، ٢٠١٨.